# پاپولاکاندین بی
پاپولاکاندین بی (به انگلیسی: Papulacandin B) با فرمول شیمیایی C47H64O17 یک ترکیب شیمیایی با شناسه پاب‌کم 6436198 است. که جرم مولی آن ۹۰۱٫۰۰ گرم بر مول می‌باشد. 